# Mirošovice
Mirošovice település Csehországban, a Kelet-prágai járásban. Mirošovice Hrusice, Kunice, Senohraby, Mnichovice és Pyšely településekkel határos. Lakosainak száma 1491 fő (2024. január 1.).

## Népesség
A település lakosságának változását az alábbi diagram mutatja:
| Lakosok száma | 408  | 415  | 436  | 777  | 728  | 1186 | 1249 | 1379 | 1465 | 1491 |
|               | 1869 | 1900 | 1921 | 1961 | 1980 | 2011 | 2016 | 2019 | 2021 | 2024 |